# Math rock
Math rock är en subgenre till experimentell rock som kännetecknas av komplext gitarrspelande och ovanliga rytmer.